# Timeless Tales from Hallmark
Timeless Tales from Hallmark est une série télévisée d'animation et de prises de vues réelles américaine en huit épisodes de 30 minutes, diffusée entre le 16 mars 1990 et le 6 septembre 1991 en cassettes vidéos puis sur USA Network en décembre 1991.

## Fiche technique
Sauf indication contraire, les informations mentionnées dans cette section peuvent être confirmées par la base de données cinématographiques IMDb,  présente dans la section « Liens externes ».
- Titre original : Timeless Tales from Hallmark
- Réalisation : Don Lusk et Carl Urbano
- Scénario : Gordon Kent et Christian Schoon, d'après les œuvres de Hans Christian Andersen, Les Frères Grimm et Charles Perrault
- Photographie :
- Musique : Thomas Chase et Steve Rucker
- Casting : Kris Zimmerman
- Montage : Gil Iverson, Pat Foley et Tim Iverson
- Décors :
- Production : Davis Doi, Mark Farrell et Cosmo Anzilotti
  - Producteur délégué : William Hanna, Joseph Barbera, Paul Sabella, Bruce D. Johnson, Wendy Moss et Mark Young
  - Producteur superviseur : Don Cirillo
- Sociétés de production : Hanna-Barbera Productions et Hallmark Cards
- Société de distribution : Hanna-Barbera Home Video et Turner Home Entertainment
- Chaîne d'origine : USA Network
- Pays d'origine :  États-Unis
- Langue originale : anglais
- Genre : Animation
- Durée : 30 minutes

## Distribution

### Acteurs principaux
- Olivia Newton-John : elle-même, la présentatrice
- Elisabeth Harnois : Emily
- Jeremy Yablan : Kevin
- Frank Welker : plusieurs personnages
- Michael Bell : Alec

### Acteurs secondaires et invités
- Rob Paulsen : le crocodile
- René Auberjonois
- Charles Adler : le crocodile
- Dom DeLuise : l'Empereur
- Linda Purl : Raiponce
- JoBeth Williams : Bettina
- Tim Curry : Jack
- Ed Begley Jr. : Bertram
- Gregg Berger : Grasshopper
- Hamilton Camp : Rumplestiltskin
- Darlene Carr
- Henry Gibson : Sir Buffoon
- Ruta Lee : une sorcière
- George Newbern : le petit soldat
- Susan Blu : le petit garçon
- Nancy Cartwright : un poussin
- Keene Curtis
- Richard Erdman
- Jeff Doucette
- Dan Gilvezan
- Jennifer Darling
- Linda Gary
- Ed Gilbert : le chevalier loup
- Alan Oppenheimer : le roi
- Archie Hahn
- Paul Eiding
- Mark L. Taylor
- B. J. Ward : Twizzle
- Jerry Houser
- Kenneth Mars : M. Budgeknot
- Edie McClurg : Mathilda
- William Schallert
- Megan Mullally : Ballerina
- Clive Revill
- Tress MacNeille : un poussin
- Bradley Pierce : Boy Rabbit
- Russi Taylor
- Susan Silo : deux canards

## Épisodes
1. Rapunzel
2. The Emperor's New Clothes
3. Thumbelina
4. The Ugly Duckling
5. The Elves and the Shoemaker
6. Rumpelstiltskin
7. Puss in Boots
8. The Steadfast Tin Soldier